# Яків Туркало
Яків Туркало (Тукало, Тукайло) (? — близько 1740) — український політичний та військовий діяч, кошовий отаман війська Запорізького у 1739—1740 роках.

## Життєпис
Про дату і місце народження немає відомостей. У 1738 році став військовим суддею. У 1739 році був обраний кошовим отаманом замість Костя Покотила, оскільки останній потурав російським генералам щодо відправлення запорожців до Бугу. Втім Туркало згодом і сам очолив запорозьке військо, яке приєдналося до генерала Бургарда Мініха, що діяв біля Хотина. На чолі із кошовим козаки брали участь у битві під Ставчанами, захопленні Хотина і Ясс та усієї Молдавії. Інша частина запорожців за наказом Туркала діяла на Чорному морі.
Восени 1739 року по закінченню російсько-османської війни Туркало повернувся на Січ. Того року в Січі вирувала моровиця невідомої хвороби, так що товариство мусило розбігатися з Січі і гинуло з безхліб'я по лугах та байраках. Торгівля в Січі спинилась і після війни запорожці лишились майже без хліба й одежі. Російський уряд при замиренні не залишив запорожцям права вільно плавати по Чорному морю. За цих обставин існують декілька версій його подальшої долі: або Туркало помер під час цієї моровиці, або незадоволені запорожці обрали замість нього Степана Гуманського. За іншими відомостями, під час роздачі жалування від російського уряду запорожці взнали, що Туркало з військовою старшиною отримали також додатково таємне жалування, після чого козацька «сірома» підняла бунт, під час якого Туркала з старшиною було побито, знято з уряду (20 червня 1739), а гроші, навіть його власні, козаки забрали й розділили між собою. Після цього колишній кошовий кілька днів пролежав хворим й помер від побоїв[джерело?]. У будь-якому разі у листопаді 1740 року Туркало вже не обіймав посаду кошового отамана.